# Karl Saur
Karl-Otto Saur (Dusseldorf, 16 de fevereiro de 1902 — Pullach, 28 de julho de 1966) foi um político alemão. Foi secretário de estado no Ministério dos Armamentos do Terceiro Reich. Saur era engenheiro. Após sua graduação, trabalhou na ThyssenKrupp. Após a morte de Fritz Todt, Saur se estabeleceu como colaborador de Albert Speer.

## Biografia
Foi Secretário de Estado no Ministério de Armamentos e Produção de Guerra do Reich na Alemanha durante a era nazista e último ministro da defesa do Terceiro Reich.
Saur era engenheiro de profissão. Após a formatura, ingressou na ThyssenKrupp, onde se tornou o diretor da August Thyssen-Hütte. Ele foi um membro do NSDAP desde 1931. Ele se juntou à Guilda Nacional Socialista dos Engenheiros Alemães e à Organização Todt, onde se tornou o braço direito de Fritz Todt.
Após a morte de Todt em um acidente de avião em 1942, Saur tornou-se deputado oficial do novo ministro de armamentos Albert Speer .  Saur era visto como particularmente implacável na imposição de alvos militares, estava envolvido em todos os aspectos do aumento da produção, incluindo ordens que regulamentavam o fluxo de trabalho escravo no final da Segunda Guerra Mundial. A partir de março de 1944, ele administrou as operações do dia-a-dia do Jägerstab (Fighter Staff), uma força-tarefa criada por Speer para aumentar a produção de aviões de caça.
Em seu testamento político, Adolf Hitler nomeou Karl-Otto Saur como o novo ministro da defesa (Ministro das Munições (Rüstung)). Em maio de 1945, Saur estava sob custódia americana. Em 1948, ele se tornou uma testemunha de acusação nos julgamentos de Nuremberg - os americanos lhe ofereceram imunidade de acusação por crimes de guerra se ele apresentasse provas ao Estado, já que queriam um julgamento para demonstrar a culpa coletiva da indústria alemã. Por isso, ele era visto como um traidor pela indústria e estava socialmente isolado. Durante a desnazificação , foi classificado como "companheiro de viagem" e foi libertado pouco depois.
Saur fundou uma consultoria de engenharia em 1949 e também abriu uma pequena editora. A empresa resultante, Saur Verlag, só se tornou economicamente bem-sucedida a partir do início da década de 1960 com seu filho Klaus Gerhard Saur.